# Hildegarde Withers

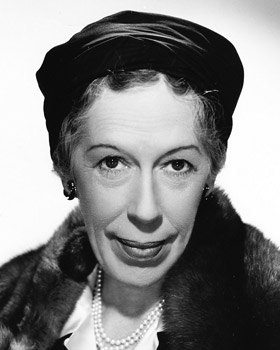
Edna May Oliver, protagoniista de las tres primeras adaptaciones cinematográficas de las novelas.

Hildegarde Withers es un personaje de ficción creado por Stuart Palmer que apareció en varias películas y novelas. Su personalidad es la de una maestra de escuela de mediana edad, aficionada a entrometerse en las vidas ajenas e investigar los misterios que se producen en su entorno.
Sus aventuras sueles ser intrigas sencillas pero siempre con un tono cómico. Aparenta una adaptación a los Estados Unidos de la famosa detective de Agatha Christie, Miss Marple, que el autor describe así: "Una delgada, angulosa dama solterona, con extravagantes sombreros y un inseparable paraguas de algodón negro que lleva su marca. ... Hildegarde cuida peces tropicales, aborrece el alcohol y el tabaco, y parece tener una repentina disposición irritable. Sin embargo, es una romántica en su corazón y se obligará a sí misma para ayudar a los jóvenes enamorados".
La actriz de carácter Edna May Oliver protagonizó las tres primeras adaptaciones de las novelas de Palmer a la pantalla, producidas por RKO Radio Pictures, y proporcionó el rostro más característico a Miss Withers. Cuando Oliver dejó RKO en 1935 para firmar con la Metro-Goldwyn-Mayer, la productora trató de continuar la serie con Helen Broderick y, a continuación, con Zasu Pitts, pero la presencia de Oliver fue muy añorada y las películas decayeron en su éxito. El aprecio de Palmer por Edna Oliver se manifestó especialmente por su interpretación en "The Puzzle of the Happy Hooligan." 
En 1972, la CBS hizo una película de televisión con la actriz Eve Arden como la divertida señorita Withers que fue muy bien acogida por la audiencia, pero que curiosamente no produjo ninguna secuela. 

## Novelas de Hildegarde Withers
- The Penguin Pool Murder (1931)
- Murder on the Blackboard (1932)
- The Puzzle of the Pepper Tree (1934)
- The Puzzle of the Silver Persian (1934)
- The Puzzle of the Red Stallion (1935)
- The Puzzle of the Blue Banderilla (1937)
- Miss Withers Regrets (1941)
- The Puzzle of the Happy Hooligan (1941)
- The Riddles of Hildegarde Withers (1947), antología de cuentos cortos
- Four Lost Ladies (1949)
- The Green Ace (1950)
- The Monkey Murder (1951)
- Nipped in the Bud (1951)
- Cold Poison (1954)
- The People versus Withers and Malone (1963), escrita en colaboración con Craig Rice
- Hildegarde Withers Makes the Scene (1969), completada por Fletcher Flora después de la muerte de Palmer.

## Películas con Hildegarde Withers
- Asesinato en el acuario (1932) (Penguin Pool Murder), interpretada por Edna May Oliver
- Muerte en la pizarra (1934) (Murder on the Blackboard), protagonizada por E. Oliver.
- Asesinato en la luna de miel (1935) (Murder on a Honeymoon), con E. Oliver (basada en The Puzzle of the Pepper Tree)
- Asesinato en el sendero nupcial (1936) (Murder on a Bridle Path), con Helen Broderick
- El detective y su compañera (1936) (The Plot Thickens), con ZaSu Pitts
- El misterio del camerino (1937) (Forty Naughty Girls), con Z. Pitts
- A Very Missing Person (1972), con Eve Arden
- Episodio piloto de TV desaparecido "Amazing Miss Withers" (1950) protagonizado por Agnes Moorehead y Paul Kelly